# Brønderslev Station
Brønderslev Station er en dansk jernbanestation i byen Brønderslev i Vendsyssel.
Brønderslev Station ligger på Vendsysselbanen mellem Aalborg og Frederikshavn. Stationen åbnede i 1871 og blev flyttet til sin nuværende placering i 1966. Den betjenes af tog fra jernbaneselskabet Nordjyske Jernbaner, der kører lokaltog mellem Skagen og Aalborg.

## Historie
Stationen åbnede i 1871 som mellemstation på Vendsysselbanen. Vendsysselbanen blev indviet den 15. august 1871 og gik i første omgang fra Nørresundby til Frederikshavn. Senere kom der forbindelse til Aalborg Banegård via Jernbanebroen over Limfjorden, som blev åbnet for trafik den 8. januar 1879.
Den oprindelige stationsbygning blev tegnet af N P C Holsøe. I 1966 lukkede stationen og en ny blev bygget i forbindelse med en ny linjeføring for sporene gennem Brønderslev.
I 2017 overtog jernbaneselskabet Nordjyske Jernbaner den regionale togdrift mellem Skørping og Frederikshavn fra DSB.